# Пангеа
Пангеа (грч. Πᾶνγαία — „свеземље“, од грч. πᾶν — „све“ и грч. Γαῖα — „Земља„) је назив за суперконтинент који је постојао током палеозоика и мезозоика, пре него што га је процес тектонике плоча раздвојио на Лауразију на северној Земљиној полулопти, и Гондвану на јужној Земљиној полулопти. Та два новонастала континента је раздвајао океан Тетис, а они су се даље делили на данашње континенте. Име је сковао Алфред Вегенер, водећи промотер идеје помицања континената из 1915. године. Водена маса која је опкруживала Пангеу се назива Панталаса (од грч. θάλασσα — „море“).

## Порекло концепта
Име „Пангаеа“ је изведено од старогрчког pan (πᾶν, „све, целокупан, цео“) и Гаја или Гаеа (Γαῖα, „Мајка Земља, земља“). Алфред Вегенер, зачетник научне теорије померања континената, у својој публикацији Порекло континената (Die Entstehung der Kontinente) из 1912. изнео је хипотезу да су континенти некада чинили суседну копнену масу, уз поткрепљујуће доказе. Он је проширио своју хипотезу у својој књизи Порекло континената и океана (Die Entstehung der Kontinente und Ozeane) из 1915. године, у којој је претпоставио да су, пре него што су се распали и померили на своје садашње локације, сви континенти формирали један суперконтинент који је он под називом Урконтинент.
Име „Пангаеа“ се појављује у издању Die Entstehung der Kontinente und Ozeane из 1920. године, али само једном, када Вегенер назива древни суперконтинент „Пангеом карбона“. Вегенер је користио германизовани облик „Pangäa“, али је име ушло у немачку и енглеску научну литературу (1922 и 1926. године) у латинизованом облику „Pangaea“ (од грчког „Pangaia“), посебно због симпозијума Америчког удружења геолога нафте у новембру 1926.
Вегенер је првобитно предложио да је распад Пангее био последица центрипеталних сила услед Земљине ротације које делују на високим континентима. Међутим, лако се показало да је овај механизам физички неуверљив, што је одложило прихватање хипотезе Пангее. Артур Холмс је предложио вероватнији механизам конвекције плашта, који је, заједно са доказима добијеним мапирањем океанског дна после Другог светског рата, довео до развоја и прихватања теорије тектонике плоча. Ова теорија пружа сада широко прихваћено објашњење за постојање и распад Пангее.

## Докази о постојању
Географија континената који се граниче са Атлантским океаном била је први доказ о постојању Пангее. Наизглед блиско уклапање обала Северне и Јужне Америке са Европом и Африком примећено је скоро чим су ове обале уцртане. Први који је сугерисао да су ови континенти некада били спојени, а касније раздвојени, можда је био Абрахам Ортелије 1596. године. Пажљиве реконструкције су показале да је неусклађеност на контури од 500 хвати (3.000 стопа; 910 метара) била мања од 130 km (81 mi), и тврдило се да је то превише добро да би се приписивало случају.
Додатни докази за Пангеу налазе се у геологији суседних континената, укључујући подударање геолошких трендова између источне обале Јужне Америке и западне обале Африке. Поларна ледена капа из периода карбона покривала је јужни крај Пангеје. Ледене наслаге, посебно громаде иловаче, исте старости и структуре налазе се на многим одвојеним континентима који би били заједно на континенту Пангеа. Континуитет планинских ланаца пружа додатне доказе, као што је ланац Апалачких планина који се протеже од југоисточних Сједињених Држава до Каледонида Ирске, Британије, Гренланда и Скандинавије.